# Esmee Vermeulen
Pour les articles homonymes, voir Vermeulen.
Esmee Vermeulen, née le 21 avril 1996 à Zaandam, est une nageuse néerlandaise.

## Carrière
Espoir de la natation néerlandaise, elle a gagné deux médailles individuelles aux Championnats d'Europe junior en 2011, l'argent sur le 800 m nage libre et le bronze sur le 200 m nage libre.
Elle a remporté la médaille d'argent du relais 4 × 100 m nage libre aux Championnats d'Europe 2014.

## Palmarès

### Championnats du monde

#### En grand bassin
- Championnats du monde 2013 à Barcelone (Espagne) : 
  -  Médaille de bronze au titre du relais 4 × 100 m nage libre[1].

### Championnats d'Europe

#### En grand bassin
- Championnats d'Europe 2014 à Berlin (Allemagne) :
  -  Médaille d'argent au titre du relais 4 × 100 m nage libre
- Championnats d'Europe 2016 à Londres (Royaume-Uni) :
  -  Médaille d'or au titre du relais 4 × 100 m nage libre[1]
  -  Médaille de bronze au titre du relais 4 × 200 m nage libre

#### Eau libre
- Championnats d'Europe 2018 à Glasgow (Royaume-Uni) :
  -  Médaille d'or sur 5 km eau libre mixte (avec Pepijn Maxime Smits, Ferry Weertman et Sharon van Rouwendaal)
  -  Médaille de bronze du 10 km eau libre